# Монтепијетро (Пезаро и Урбино)
Монтепијетро је насеље у Италији у округу Пезаро и Урбино, региону Марке.
Према процени из 2011. у насељу је живело 17 становника. Насеље се налази на надморској висини од 206 м.